# Miodrag Božović
Miodrag Božović (serbisch-kyrillisch Миодраг Божовић; * 22. Juni 1968 in Mojkovac, SFR Jugoslawien) ist ein ehemaliger jugoslawischer bzw. montenegrinischer Fußballspieler und -trainer.

## Karriere

### Spieler
Božović begann seine Spielerkarriere im Seniorenbereich beim FK Budućnost Titograd, für den er von 1986 bis 1992 in der 1. Jugoslawischen Liga spielte. Von 1992 bis 1994 spielte er für den FK Roter Stern Belgrad in der Prva liga SR Jugoslavije, der höchsten Spielklasse in der aus Serbien und Montenegro bestehenden Bundesrepublik Jugoslawien nach der Auflösung des Sozialistischen Jugoslawien. Mit seiner Mannschaft gewann er das mit 5:4 im Elfmeterschießen gegen den FK Partizan Belgrad ausgetragene Pokalfinale, nachdem nach vorigen Hin- und Rückspiel jede Mannschaft ihr Spiel mit jeweils 1:0 für sich entscheiden konnte. 
Aufgrund der anhaltenden Jugoslawienkriege verließ er das zerfallende Land und spielte zwei Jahre lang in Indonesien für den Erstligisten Pelita Jaya FC, bevor er sich nach Zypern begab und in der Saison 1996/97 für den unterklassigen Verein APOP Peyias FC spielte.
In der Saison 1997/98 spielte er für den niederländischen Erstligisten RKC Waalwijk, für den er in 19 Punktspielen in der Eredivisie bestritt und ein Tor erzielte. In einem Teilnehmerfeld von 18 Mannschaften belegte er mit seiner Mannschaft den 16. Platz, der den Klassenverbleib jedoch als Erstplatzierter der Relegationsgruppe A sicherstellte.
Anschließend bestritt er jeweils vier Punktspiele in der in zwei Halbserien ausgetragenen J.League 1998 für den japanischen Erstligisten Avispa Fukuoka. Sein letzter Verein war der niederländische Zweitligist RBC Roosendaal, für den er in der Saison 1999/2000 in fünf Punktspielen zum Einsatz kam.

### Trainer
Unmittelbar nach dem Ende seiner Spielerkarriere übernahm er den FK Roter Stern Belgrad. Nach der Saison 2000/01 war er in den Spielzeiten 2001 und 2002 für den japanischen Erstligisten Hokkaido Consadole Sapporo verantwortlich, den er nach dem Abstieg verließ und in seine Heimat zurückkehrte. Bis Saisonende 2006/07 war er jeweils eine Saison lang für den in Čačak ansässigen FK Borac Čačak (2002/03 und 2005/06), FK Hajduk Belgrad (2003/04) und den montenegrinischen Erstligisten FK Budućnost Podgorica (2006/07) und einmal zwischendurch für den zyprischen Verein AEP Paphos (2004/05) tätig. Im Jahr 2007 war er jeweils eine Zeit lang Trainer des in Kotor ansässigen montenegrinischen FK Grbalj Radanovići und ein drittes Mal für den FK Borac Čačak.
Von 2008 bis 2015 hatte er die Trainertätigkeit bei sechs russischen Erstligisten inne. Zweimal in Perm für den dort beheimateten  FK Amkar Perm (2008 und 2011/12), einmal in Rostow am Don für den FK Rostow (2012 bis 2014) und dreimal in Moskau; 2009 für den FK Moskau, 2010 bis 2011 für den FK Dynamo Moskau und vom 4. Oktober 2014 bis 11. Mai 2015 für Lokomotive Moskau. Der Pokalgewinn der Mannschaft ist jedoch seinem Nachfolger Igor Tscherewtschenko zuzuschreiben.
Danach war er zwei Jahre lang verantwortlich für den FK Roter Stern Belgrad, den er in seiner Heimat am Saisonende 2015/16 zur Meisterschaft führte. Anschließend war er in Tula zweimal für den FK Arsenal Tula (2017/18 und 2021/22) und einmal für den in Samara ansässigen Krylja Sowetow Samara von Oktober 2018 bis Juni 2020 tätig.

## Erfolge
Spieler
- Jugoslawischer Pokalsieger 1993 (FK Roter Stern Belgrad)

Trainer
- Serbischer Meister 2016 (FK Roter Stern Belgrad)
- Russischer Pokal-Sieger 2014 (FK Rostow)
- Russischer Pokal-Finalist 2008 (FK Amkar Perm)
- Jugoslawischer Meister 2001 (FK Roter Stern Belgrad)